# Goodharts Gesetz
Goodharts Gesetz behauptet, dass eine Kennzahl ihren Nutzen verliert, sobald sie als Ziel verwendet wird. ("When a measure becomes a target, it ceases to be a good measure.") Es ist nach Charles Goodhart benannt, einem Berater der Bank of England und Professor der London School of Economics and Political Science. Es befasst sich in seiner ursprünglichen Form mit Problemen der Geldmengenregulierung im Vereinigten Königreich. Eine erste Formulierung lautet:

“Any observed statistical regularity will tend to collapse once pressure is placed upon it for control purposes.”

„Jede beobachtete statistische Regelmäßigkeit wird tendenziell zusammenbrechen, sobald zu Kontrollzwecken Druck auf sie ausgeübt wird.“

Eine andere:

“As soon as the government attempts to regulate any particular set of financial assets, these become unreliable as indicators of economic trends.”

„Sobald eine Regierung versucht, bestimmte finanzielle Aktivposten zu regulieren, werden diese als Indikatoren für ökonomische Trends unbrauchbar.“

Investoren versuchen derart zu investieren, dass sie von den möglichen Effekten einer Regulation finanzieller Aktivposten profitieren. Damit können die durch diese Regulation beeinflussten Aktivposten nicht mehr als Indikator für ökonomische Trends verwendet werden. Goodhart beschrieb dieses Prinzip erstmals in dem Paper von 1975.
Auch andere Autoren erkannten das von Goodhart beschriebene Problem und formulierten entsprechende Prinzipien, beispielsweise das Gesetz von Campbell (1976) oder die Lucas-Kritik (1976). Das Prinzip spiegelt sich auch implizit in der makroökonomischen Theorie der rationalen Erwartung wider.
Obwohl das Prinzip im Kontext des Marktes entstanden ist, lässt es sich auch sehr gut auf die Auswahl von Zielen in Organisationen anwenden. Ähnliche Erkenntnisse wurden z. B. von William Edwards Deming als Punkt 11 seiner 14 Punkte beschrieben. Beispielsweise lässt sich die Erreichung der Ziele einer Softwarefirma nicht an der Anzahl geschriebener Codezeilen messen, wenn sie ihre Programmierer nach dieser Anzahl bezahlt (es sei denn, das Firmenziel ist gerade, möglichst viel Code zu produzieren). Ein anderes Beispiel: Die Länge eines Romans ist ein schlechter Indikator für seine Qualität, wenn Autoren nach der Anzahl Seiten bezahlt werden.

## Weitere Formulierungen
“A risk model breaks down when used for regulatory purposes.”

„Jedes Risikomodell verliert seine Gültigkeit, sobald es für regulative Zwecke gebraucht wird.“